# Blang Guron
Blang Guron is een bestuurslaag in het regentschap Bireuen van de provincie Atjeh, Indonesië. Blang Guron telt 512 inwoners (volkstelling 2010).